# Safi, Maroc
Safi (tiếng Pháp: Safi, tiếng Ả Rập: آسفي) là một thành phố ở phía tây Maroc bên Đại Tây Dương. Thành phố là thủ phủ của khu vực Doukkala-Abda, có dân số 282.227 người (điều tra dân số năm 2004), nhưng cũng là trung tâm của một vùng đô thị có khoảng 793.000 cư dân (1987). Safi là cảng cá chính cho ngành công nghiệp cá mòi của đất nước, và cũng có thể xuất khẩu phosphat, dệt may và đồ gốm. Trong cuộc chiến tranh thế giới thứ hai, Safi là một trong các địa điểm hạ cánh cho chiến dịch Torch.
Safi, dưới cái tên Safim (Zaffim hoặc Asfi) là một trong những thành phố lâu đời nhất ở Morocco, do đó ngày thành lập của nó chưa được biết. Ibn Khaldoun và các nhà sử học tin rằng thành phố đã được thành lập bởi Carthage và cái tên "Asfi" được cho là có nguồn gốc Punic. 
Thành phố đã thuộc cai trị Bồ Đào Nha 1488 và 1541, người ta tin rằng người Bồ Đào Nha bỏ nó cho người Saadia (những người đã có chiến tranh với các họ) kể từ khi người Bồ Đào Nha thấy khó để bảo vệ khỏi sự tấn bộ binh. Các pháo đài Bồ Đào Nha xây dựng để bảo vệ thành phố vẫn tồn tại đến ngày hôm nay.